# Биг-Айленд
Биг-Айленд (англ.  Big Island) — остров Канадского Арктического архипелага. В настоящее время остров необитаем (2012).

## География
Остров Биг-Айленд расположен на севере Гудзонова пролива в 4 километрах к югу от крупного острова Баффинова Земля, от которого он отделён проливом Уайт Чэннел. В 105 км на юго-запад от острова лежит полуостров Унгава материковой части Канады.
Площадь острова составляет 803 км², длина береговой линии равна 309 км.
Наибольшая протяжённость острова с востока на запад равна 62 км, максимальная ширина на востоке — 24 км. Ландшафт состоит из округлых холмов высотой до 360 метров. Спуск к северному берегу более крутой, чем к южному. Близ острова лежат многочисленные мелкие острова, особенно близ его западной и восточной оконечности.